# Charles Bertier
Charles Alexandre Bertier, (1 de octubre de 1860 en Grenoble-26 de julio de 1924 en Grenoble) fue un pintor paisajista francés. 

## Biografía

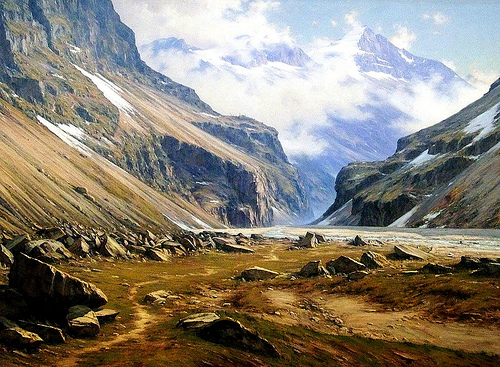
El valle de Vénéon, Oisans (1894)

Su familia tenía un negocio de fabricación de guantes. Ingresó en el "Petit Séminaire du Rondeau", donde estudió diseño con Laurent Guétal, quien lo introdujo en el arte de pintar montañas y otros paisajes impresionantes en un estilo que marcaría lo que luego se conocería como la "Escuela del Delfinado", un grupo que también incluía a Ernest Victor Hareux  y a Jean Achard. 
En 1875, se matriculó en una escuela vocacional (ahora conocida como la Escuela Vaucanson) para aprender el oficio de su familia, así como el dibujo. Después hizo el servicio militar, durante el cual mostró sus obras por primera vez. Más tarde, fue admitido en la École des Beaux-Arts en París, donde realizó varias exposiciones en el Salón. En 1900, fue uno de los artistas que proporcionó decoraciones para Le Train Bleu, un famoso restaurante cerca de la Gare de Lyon en París. 
Le fueron concedidos 31 premios, franceses y extranjeros: miembro de la «Société des Artistes Français», miembro fundador de la «Société des Peintres de Montagne» y juez de varios jurados de concursos de arte. Partió brevemente de los paisajes para producir algunos retratos para un benefactor en Rusia que prometió colocar algunas de sus obras en el Hermitage.
En 1913, su estudio fue destruido por un incendio y no pudo salvar ninguna de las pinturas, dibujos y manuscritos almacenados allí. Recuperó su espíritu viajando para pintar en los Alpes franceses y suizos, incluida una visita al Mont Blanc, y reanudó su agenda de exposiciones. 

## Otras lecturas
- Asociación para la creación de un museo de artistas Dauphine Corenc, Isère, Charles Bertier 1860-1924. Pintor de la montaña, catálogo de exposiciones, del 10 de julio al 26 de septiembre de 1986, Ayuntamiento de Grenoble